# Huseinovići
Huseinovići su naseljeno mjesto u općini Foči, Republika Srpska, BiH. 
1962. godine pripojeno im je naselje Guvništa koje je ukinuto (Sl.list NRBiH, br.47/62).

## Stanovništvo
| Narod     | Popis 1961. | Popis 1971. | Popis 1981. | Popis 1991. |
| --------- | ----------- | ----------- | ----------- | ----------- |
| Hrvati    | 1           |             |             |             |
| Muslimani | 1           | 118         | 71          | 33          |
| Srbi      | 24          |             |             |             |
| ostali    | 52          |             |             |             |
| Ukupno    | 78          | 118         | 71          | 33          |